# Evaton
Evaton is een township in de gemeente Emfuleni in het zuiden van de Zuid-Afrikaanse provincie Gauteng. In 2011 had Evaton 254.678 inwoners. De agglomeratie had 605.504 inwoners.
Het werd gesticht in 1904. Net als andere plaatsen in de omgeving werd Evaton getroffen door de gewelddadige onrust die in 1984 uitbrak en in 1985 werd de noodtoestand uitgeroepen.